# Міст Стефана Грота-Ровецького
Міст генерала Стефана Грота-Ровецького (пол. Most generała Stefana Grota-Roweckiego, або міст Грота (пол. Most Grota)) — міст через річку Віслу у Варшаві. Відкритий 1981 року, після реконструкції введений в експлуатацію 11 вересня 2015 року. Є складовою частиною Траси Армії Крайової. Названий на честь генерала Стефана Ровецького (псевдо «Грот») — польського військового діяча, головного команданта Армії Крайової, співв'язня провідника ОУН Степана Бандери в концентраційному таборі Заксенгавзен.

## Історія
Міст відкритий 1981 року.

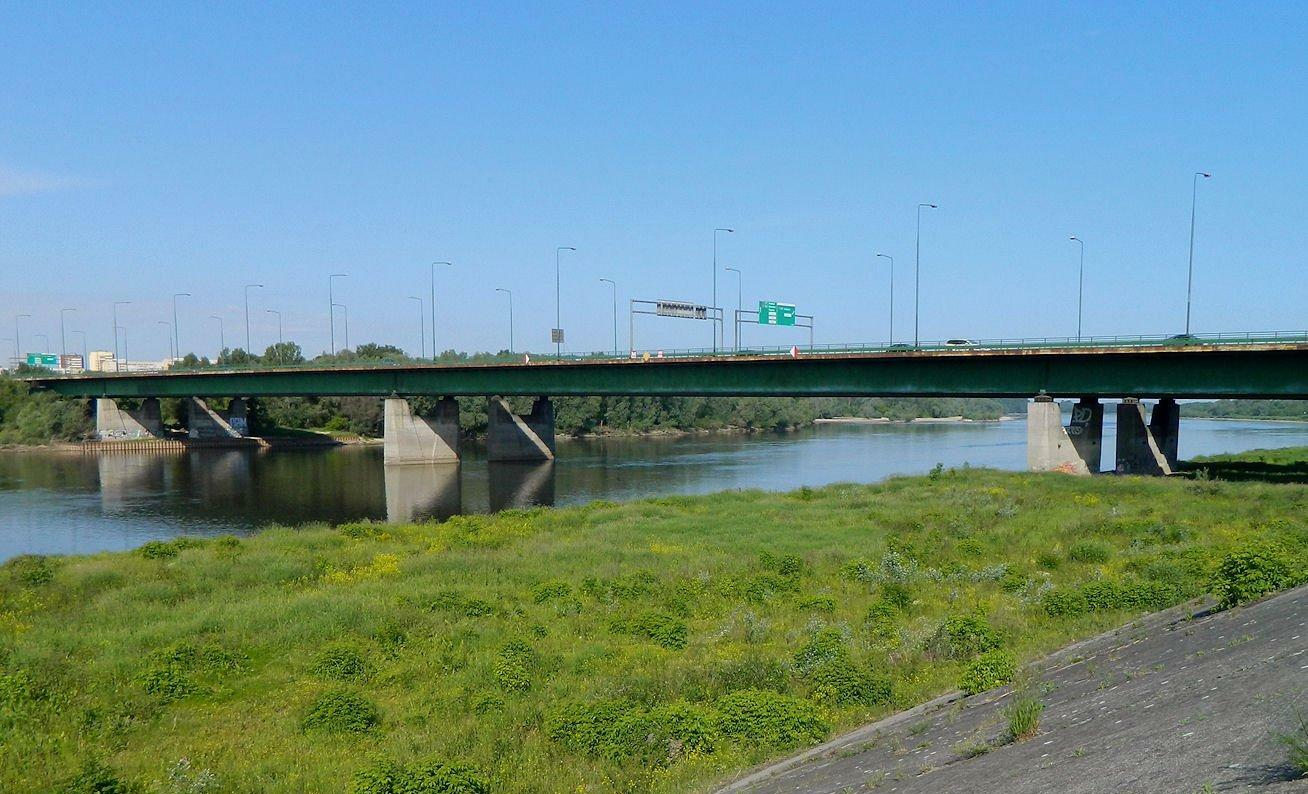
Міст до реконструкції, 2012

19 жовтня 2013 року розпочався ремонт мосту. 11 вересня 2015 року воєводський інспектор будівельного нагляду видав дозвіл на використання мосту після його реконструкції з 2013 року.
У червні 2020 року автобус з пасажирами впав з мосту і розламався навпіл.

## Опис
Складається з двох окремих конструктивних частин — сталевих балок, кожна з яких має по 5 смуг для руху транспорту, в тому числі 3 для автомобільного, хідник шириною 2,00 м, велосипедну доріжку завширшки 2, 50 м.